# Tottendorf
Tottendorf (früher auch Dottendorf) ist eine Ortschaft und eine Katastralgemeinde der Marktgemeinde Weiten im Bezirk Melk in Niederösterreich. Die Ortschaft hat 48 Einwohner (Stand 1. Jänner 2024).

## Geografie
Das Dorf westlich über dem Weitental wird vom Tottendorfer Bach entwässert, der an der Ostflanke des Hinterberges 769 m ü. A. bei seinem Nebengipfel Hofkogel entspringt. Erreichbar ist der Ort entweder über Streitwiesen oder über Mollendorf.

## Geschichte
Im Jahr 1822 wurde der Ort als Dorf mit 12 Häusern genannt, das nach Weiten eingepfarrt war, wohin auch die Kinder eingeschult wurden. Die Herrschaft Artstetten besaß die Ortsobrigkeit und besorgte die Konskription. Die Landgerichtsbarkeit wurde von der Herrschaft Mollenburg ausgeübt. Die Untertanen und Grundholde des Ortes gehörten den Herrschaften Artstetten, Weissenberg und Mollenburg.
Laut Adressbuch von Österreich waren im Jahr 1938 in Tottendorf zwei Landwirte mit Ab-Hof-Verkauf ansässig.